# Urodasys bucinostylis
Urodasys bucinostylis är en djurart som tillhör fylumet bukhårsdjur, och som beskrevs av Fregni, Fainza, de Zio, Tongiorgi och Francesco Balsamo 1999. Urodasys bucinostylis ingår i släktet Urodasys och familjen Macrodasyidae. Inga underarter finns listade i Catalogue of Life.